# Cementos Argos
Cementos Argos, também conhecida simplesmente por Argos é uma das maiores produtoras de cimento da América Latina, tendo suas ações listadas na Bolsa de Valores da Colômbia, possui 49% do mercado colombiano de cimentos e possui capacidade de produzir mais de 15 milhões de toneladas de cimento e 14,1 milhões de metros cúbicos de concreto, opera em 10 países, com 11 fabricas e 14 portos de propriedade diretae é uma subsidiária do Grupo Argos. Em dezembro de 2008, a Vale S.A. comprou 100% dos ativos de exportação de carvão da companhia.
Em janeiro de 2014 adquiriu nos Estados Unidos todas operações de cimento da Vulcan Materials Company por 720 milhões de dólares,com a compra, a Cementos Argos expande suas operações em território americano e passa a ser o terceiro maior produtos de cimento dos Estados Unidose sobe para a quinta maior companhia de cimento da América Latina.